# 研究科の一覧
研究科の一覧（けんきゅうかのいちらん）は、日本に設置されている大学院の研究科の一覧である。
教育部・研究部のような研究科以外の教育研究上の基本となる大学院の組織も含まれる。
なお、記事化されたものでリダイレクトを除いた一覧は、category:研究科にある。

## あ行
- アジア・アフリカ地域研究研究科
- アジア・国際経営戦略研究科
- アジア太平洋研究科
- アジア地域研究科
- アーツ・サイエンス研究科
- アドミニストレーション研究科
- アメリカ研究科
- アメリカ・ヨーロッパ文化学研究科
- 医科学教育部
- 医科学研究科
- 医学教育部
- 医学系学府
- 医学系研究科
- 医学研究院
- 医学研究科
- 医学工学総合教育部
- 医学獣医学総合研究科
- 医学薬学教育部
- 医学薬学研究科
- 医学薬学研究部
- 医学薬学府
- 医工学研究科
- 医歯学総合研究科
- 医歯薬学総合研究科
- 医歯薬保健学研究科
- イノベーション研究科
- イノベーション・マネジメント研究科
- 異文化コミュニケーション研究科
- 医薬保健学総合研究科
- 医療科学研究科
- 医療看護学研究科
- 医療技術科学研究科
- 医療技術学研究科
- 医療系研究科
- 医療健康科学研究科
- 医療データサイエンスプログラム
- 医療福祉学研究科
- 医療・福祉学研究科
- 医療福祉工学研究科
- 医療福祉マネジメント学研究科
- 医療・福祉マネジメント研究科
- 医療保健学研究科
- 医療薬学研究科
- 映像研究科
- 栄養科学研究科
- 栄養学研究科
- 栄養生命科学教育部
- 栄養生命科学研究科
- エネルギー科学研究科
- 園芸学研究科
- 園芸学・食品科学研究科
- 応用言語学研究科
- 応用情報科学研究科
- 応用生物科学研究科
- 応用生物学研究科
- 応用生命科学研究科
- 応用人間科学研究科
- 音楽芸術研究科
- 音楽研究科
- 音楽文化研究科

## か行
- 会計学研究科
- 会計研究科
- 会計専門職研究科
- 会計ファイナンス研究科
- 会計プロフェッション研究科
- 外国語学研究科
- 外国語教育学研究科
- 外国語研究科
- 海事科学研究科
- 開発工学研究科
- 海洋科学技術研究科
- 海洋学研究科
- 海洋生命科学研究科
- 科学教育研究科
- 学際情報学府
- 学際・融合科学研究科
- 家政学研究科
- 学校教育学研究科
- 学校教育研究科
- ガバナンス研究科
- 環境・エネルギー研究科
- 環境科学院
- 環境科学研究科
- 環境学研究科
- 環境共生学研究科
- 環境情報学研究科
- 環境情報学府
- 環境情報研究院
- 環境生命科学研究科
- 環境人間学研究科
- 環境防災研究科
- 環境保健学研究科
- 環境マネジメント研究科
- 観光科学研究科
- 観光学研究科
- 看護栄養学研究科
- 看護学研究科
- 看護研究科
- 看護福祉学研究科
- 看護保健学研究科
- 感染制御科学研究科
- 基幹理工学研究科
- 危機管理学研究科
- 企業情報研究科
- 企業政策研究科
- 技術科学研究科
- 技術経営研究科
- 基礎工学研究科
- 救急・救命システム研究科
- 救急システム研究科
- 教育学院
- 教育学研究院
- 教育学研究科
- 教育研究科
- 教育実践研究科
- 教育情報学教育部
- 教育情報学研究部
- 教育人間科学研究科
- 教育発達科学研究科
- 教職研究科
- 教職実践開発研究科
- 共生科学技術研究部
- 行政学研究科
- 共同獣医学研究科
- 教養デザイン研究科
- キリスト教学研究科
- 組込み技術研究科
- グローバルアジア研究科
- グローバル・ガバナンス研究科
- グローバルカルチャー・コミュニケーション研究科
- グローバル教育院
- グローバルコミュニケーション研究科
- グローバル・コミュニケーション実践研究科
- グローバル・スタディーズ研究科
- グローバル・ビジネス研究科
- グローバル・メディア研究科
- 黒潮圏海洋科学研究科
- 経営学研究科
- 経営管理研究科
- 経営経済学研究科
- 経営・経済研究科
- 経営研究科
- 経営情報イノベーション研究科
- 経営情報科学研究科
- 経営情報学研究科
- 経営情報研究科
- 経営・政策科学研究科
- 経営戦略研究科
- 経営・流通学研究科
- 経済科学研究科
- 経済学研究院
- 経済学研究科
- 経済学府
- 経済経営学研究科
- 経済・経営学研究科
- 経済経営研究科
- 経済・経営システム研究科
- 経済・社会政策科学研究科
- 経済情報研究科
- 経済・ビジネス研究科
- 芸術学研究科
- 芸術研究科
- 芸術工学研究院
- 芸術工学研究科
- 芸術工学府
- 芸術情報研究科
- 芸術文化学研究科
- 芸術文化研究科
- 言語科学研究科
- 言語教育研究科
- 言語教育情報研究科
- 言語コミュニケーション研究科
- 言語社会研究科
- 言語文化研究院
- 言語文化研究科
- 健康栄養科学研究科
- 健康栄養学研究科
- 健康科学研究科
- 健康学研究科
- 健康管理学研究科
- 健康支援学研究科
- 健康社会システム研究科
- 健康スポーツ科学研究科
- 健康・スポーツ科学研究科
- 健康福祉学研究科
- 健康福祉研究科
- 健康マネジメント研究科
- 言語教育研究科
- 言語教育情報研究科
- 言語コミュニケーション文化研究科
- 言語文化研究科
- 減災復興政策研究科
- 現代沖縄研究科
- 現代経営研究科
- 現代社会学研究科
- 現代社会研究科
- 現代社会文化研究科
- 現代情報文化研究科
- 現代生活学研究科
- 現代心理学研究科
- 現代人間学研究科
- 現代ビジネス研究科
- 現代文化研究科
- 現代法学研究科
- 現代マネジメント研究科
- 建築学研究科
- 建築デザイン研究科
- 公益学研究科
- 高エネルギー加速器科学研究科
- 工学教育部
- 工学系研究科
- 工学研究院
- 工学研究科
- 工学資源学研究科
- 工学府
- 工学マネジメント研究科
- 工芸学研究科
- 工芸科学研究科
- 公共政策学教育部
- 公共政策学連携研究部
- 公共政策研究科
- 公共政策大学院
- 公務研究科
- 口腔科学研究科
- 公衆衛生学研究科
- 高等司法研究科
- 広報・情報研究科
- 公務研究科
- 国際アドミニストレーション研究科
- 国際英語学研究科
- 国際会計研究科
- 国際開発研究科
- 国際学研究科
- 国際学術研究科
- 国際火災科学研究科
- 国際環境工学研究科
- 国際関係学研究科
- 国際関係研究科
- 国際観光学研究科
- 国際企業戦略研究科
- 国際協力学研究科
- 国際協力研究科
- 国際経営学研究科
- 国際経営研究科
- 国際経営・文化研究科
- 国際経済研究科
- 国際言語文化研究科
- 国際・公共政策教育部
- 国際公共政策研究科
- 国際広報メディア・観光学院
- 国際広報メディア研究科
- 国際交流研究科
- 国際コミュニケーション研究科
- 国際社会開発研究科
- 国際社会科学研究科
- 国際社会科学府
- 国際社会システム研究科
- 国際情報学研究科
- 国際情報研究科
- 国際情報通信研究科
- 国際食料農業科学研究科
- 国際政治経済学研究科
- 国際地域学研究科
- 国際地域文化研究科
- 国際日本学研究科
- 国際人間学研究科
- 国際文化学研究科
- 国際文化研究科
- 国際文化交流研究科
- 国際平和学研究科
- 国際マネジメント研究科
- 子ども学研究科
- 子どもケア研究科
- 子ども育成研究科
- こども発達学研究科
- コミュニケーション学研究科
- コミュニティ振興学研究科
- コミュニティ福祉学研究科
- コンピュータサイエンス研究科
- コンピュータ理工学研究科

## さ行
- 材料科学研究科
- 産業衛生学研究科
- 産業科学技術研究科
- 産業技術研究科
- 産業工学研究科
- 産業理工学研究科
- 歯学研究科
- 歯学独立研究科
- 歯学府
- 事業構想学研究科
- 事業構想研究科
- 事業創造研究科
- システム科学技術研究科
- システム工学研究科
- システム自然科学研究科
- システム情報科学研究院
- システム情報科学研究科
- システム情報科学府
- システム情報学研究科
- システム情報工学研究科
- システム生命科学府
- システムデザイン研究科
- システムデザイン工学研究科
- システムデザイン・マネジメント研究科
- 自然科学教育部
- 自然科学研究科
- 実学社会起業イノベーション学位プログラム
- 疾患生命科学研究部
- 実践宗教学研究科
- 実践真宗学研究科
- 実務教育研究科
- 実務法学研究科
- 児童学研究科
- 児童保育研究科
- 司法研究科
- 司法政策研究科
- シミュレーション学研究科
- 社会安全学研究科
- 社会イノベーション研究科
- 社会科学研究科
- 社会学研究科
- 社会環境科学研究科
- 社会環境学研究科
- 社会構想研究科
- 社会システム科学研究科
- 社会システム研究科
- 社会情報学研究科
- 社会デザイン研究科
- 社会福祉学研究科
- 社会文化科学研究科
- 社会文化システム研究科
- 社会文化総合研究科
- 社会理工学研究科
- 獣医学系研究科
- 獣医学研究科
- 獣医生命科学研究科
- 宗教文化研究科
- 生涯学習学研究科
- 生涯スポーツ学研究科
- 生涯福祉研究科
- 商学・経済学研究科
- 商学研究科
- 情報科学研究科
- 情報学研究科
- 情報学環
- 情報環境学研究科
- 情報系工学研究科
- 情報工学研究科
- 情報工学府
- 情報コミュニケーション学研究科
- 情報コミュニケーション研究科
- 情報システム学研究科
- 情報生産システム研究科
- 情報セキュリティ研究科
- 情報通信学研究科
- 情報通信工学研究科
- 情報データ科学研究科
- 情報理工学系研究科
- 情報理工学研究科
- 情報連携学研究科
- 食環境科学研究科
- 食産業学研究科
- 食品薬品総合科学研究科
- 食の文化学位プログラム
- 食マネジメント研究科
- 食物栄養科学研究科
- 食料産業学研究科
- 助産研究科
- 初頭教育高度実践研究科
- 神学研究科
- 新学術創生研究科
- 鍼灸学研究科
- 人工知能科学研究科
- 心身科学研究科
- 新聞学研究科
- 人文科学研究院
- 人文科学研究科
- 人文科学総合研究科
- 人文科学府
- 人文学研究科
- 人文社会科学研究科
- 人文社会学研究科
- 人文社会系研究科
- 心理医療科学研究科
- 心理科学研究科
- 心理学研究科
- 心理臨床学研究科
- 新領域創成科学研究科
- 診療放射線学研究科
- 水産科学院
- 水産科学研究院
- 水産科学研究科
- 水産学研究科
- 水産・環境科学総合研究科
- 数理学研究院
- 数理科学研究科
- 数理学府
- 数理情報研究科
- 数理物質科学研究科
- スポーツ科学研究科
- スポーツ学研究科
- スポーツ健康科学研究科
- スポーツ・健康科学研究科
- スポーツ健康学研究科
- スポーツ健康指導研究科
- スポーツ・システム研究科
- 生活科学研究科
- 生活学研究科
- 生活環境学研究科
- 生活機構研究科
- 生活支援科学研究科
- 政策科学研究科
- 政策学研究科
- 政策研究科
- 政策情報学研究科
- 政策創造研究科
- 政策・メディア研究科
- 生産科学研究科
- 生産工学研究科
- 政治学研究科
- 政治経済学研究科
- 政治政策学研究科
- 生物科学研究科
- 生物学研究科
- 生物圏科学研究科
- 生物産業学研究科
- 生物資源科学研究科
- 生物資源学研究科
- 生物資源環境科学府
- 生物資源科学研究科
- 生物資源工学研究科
- 生物システム応用科学教育部
- 生物地球科学研究科
- 生物理工学研究科
- 生命医科学研究科
- 生命科学院
- 生命科学研究科
- 生命環境科学研究科
- 生命機能研究科
- 生命健康科学研究科
- 生命歯学研究科
- 生命資源環境科学府
- 生命情報科学教育部
- 生命情報研究科
- 生命体工学研究科
- 生命ナノシステム科学研究科
- 生命農学研究科
- 生命融合科学教育部
- 生命融合科学研究科
- 生命理学研究科
- 生命理工学研究科
- 先進工学研究科
- 先進理工学研究科
- 先端科学技術研究科
- 先端技術科学研究科
- 先端教育研究科
- 先端情報学研究科
- 先端数環科学研究科
- 先端数理科学研究科
- 先端生命科学研究院
- 先端総合学術研究科
- 先端物質科学研究科
- 先端理工学研究科
- 先導科学研究科
- 専門法務研究科
- 戦略経営研究科
- 造形学研究科
- 造形芸術研究科
- 造形研究科
- 造形構想研究科
- 総合安全保障研究科
- 総合医理工学研究科
- 総合化学院
- 総合科学技術経営研究科
- 総合化学研究科
- 総合科学研究科
- 総合学術研究科
- 総合基礎科学研究科
- 総合経営研究科
- 総合工学系研究科
- 総合国際学研究科
- 総合社会情報研究科
- 総合情報学研究科
- 総合情報研究科
- 総合生活研究科
- 総合政策科学研究科
- 総合政策学研究科
- 総合政策研究科
- 総合生存学研究科
- 総合知的財産法学研究科
- 総合データ応用プログラム
- 総合人間科学研究科
- 総合人間学研究科
- 総合人間自然科学研究科
- 総合福祉学研究科
- 総合福祉研究科
- 総合文化研究科
- 総合文化政策学研究科
- 総合マネジメント研究科
- 総合理工学研究院
- 総合理工学研究科
- 総合理工科学府
- 総合理工学府
- 総合リハビリテーション学研究科
- 総合リハビリテーション研究科
- 創成科学研究科
- 創造科学技術研究科
- 創造工学研究科
- 創造都市研究科
- 創造理工学研究科
- 創薬科学研究科
- ソーシャル・イノベーション研究科
- ソフトウェア情報学研究科

## た行
- 体育科学研究科
- 体育学研究科
- 大学アドミニストレーション研究科
- 大学・学校づくり研究科
- 多元数理科学研究科
- 多文化社会学研究科
- 地域イノベーション学研究科
- 地域科学研究科
- 地域環境科学研究科
- 地域教育文化研究科
- 地域経営研究科
- 地域経済研究科
- 地域研究研究科
- 地域構想研究科
- 地域産業研究科
- 地域資源マネジメント研究科
- 地域社会研究科
- 地域社会マネジメント研究科
- 地域政策科学研究科
- 地域政策学研究科
- 地域政策研究科
- 地域創生研究科
- 地域創生農学研究科
- 地域文化研究科
- 地域マネジメント研究科
- 地球環境科学研究院
- 地球環境科学研究科
- 地球環境学研究科
- 地球環境学舎
- 地球環境学堂
- 地球社会統合科学府
- 畜産学研究科
- 知識科学研究科
- 知的財産研究科
- 千葉看護学研究科
- 地方政治行政研究科
- 中国研究科
- テクノロジー・マネジメント研究科
- デザイン学研究科
- デザイン研究科
- デザイン工学研究科
- デジタルコンテンツ研究科
- データサイエンス研究科
- 哲学研究科
- 電気通信学研究科
- 電子科学研究科
- 統合新領域学府
- 動物看護学研究科
- 都市イノベーション学府
- 都市環境科学研究科
- 都市経営学研究科
- 都市経営研究科
- 都市社会文化研究科
- 都市情報学研究科
- 図書館情報メディア研究科

## な行
- 新潟生命歯学研究科
- ２１世紀国際共生研究科
- ２１世紀社会デザイン研究科
- 日中コミュニケーション研究科
- 日本語教育研究科
- 日本文学研究科
- 人間栄養学研究科
- 人間科学研究科
- 人間学研究科
- 人間環境科学研究科
- 人間環境学研究院
- 人間環境学研究科
- 人間・環境学研究科
- 人間環境学府
- 人間関係学研究科
- 人間看護学研究科
- 人間健康科学研究科
- 人間健康学研究科
- 人間健康研究科
- 人間行動学研究科
- 人間・自然環境研究科
- 人間社会学研究科
- 人間社会環境研究科
- 人間社会研究科
- 人間社会システム科学研究科
- 人間情報学研究科
- 人間生活科学研究科
- 人間生活学研究科
- 人間生活学総合研究科
- 人間生活科研究科
- 人間生活研究科
- 人間総合科学研究科
- 人間発達科学研究科
- 人間発達学研究科
- 人間発達環境学研究科
- 人間福祉学研究科
- 人間福祉研究科
- 人間文化学研究科
- 人間文化研究科
- 人間文化創成科学研究科
- 熱帯医学・グローバルヘルス研究科
- 脳科学研究科
- 農学院
- 農学教育部
- 農学研究院
- 農学研究科
- 農学工学総合研究科
- 農学生命科学研究科
- 農学府
- 脳情報研究科

## は行
- バイオ環境研究科
- バイオサイエンス研究科
- バイオシステム研究科
- バイオ・情報メディア研究科
- 発達教育学研究科
- 被害者学研究科
- 比較社会文化学府
- 比較社会文化研究院
- 比較文化研究科
- 東アジア研究科
- 東アジア文化研究科
- 光医工学研究科
- 光化学研究科
- ビジネス・イノベーション研究科
- ビジネス科学研究科
- ビジネス研究科
- ビジネス創造研究科
- ビジネスデザイン研究科
- 美術研究科
- 美術工芸研究科
- ファイナンス研究科
- ファッションビジネス研究科
- 複合科学研究科
- 複合芸術研究科
- 福祉社会開発研究科
- 福祉社会科学研究科
- 福祉社会学研究科
- 福祉社会デザイン研究科
- 福祉総合学研究科
- 福祉マネジメント研究科
- 仏教学研究科
- 物質創成科学研究科
- 物質理学研究科
- 物理科学研究科
- 物流情報学研究科
- 不動産学研究科
- 武道・スポーツ研究科
- フロンティアサイエンス研究科
- 文化科学研究科
- 文化学研究科
- 文化財保存修復学研究科
- 文化情報学研究科
- 文化人類学研究科
- 文化政策学研究科
- 文化政策・デザイン研究科
- 文化創造学研究科
- 文化創造研究科
- 文学研究科
- 文芸学研究科
- 平和学研究科
- ヘルスイノベーション研究科
- ヘルスシステム統合科学研究科
- ヘルスバイオサイエンス研究科
- 法学研究院
- 法学研究科
- 法学政治学研究科
- 法学府
- 法科研究科
- 法政策研究科
- 法曹実務研究科
- 法曹法務研究科
- 法曹養成研究科
- 法文学研究科
- 法務学教育府
- 法務学府
- 法務研究科
- 法務職研究科
- 北東アジア開発研究科
- 保健医療科学研究科
- 保健医療学研究科
- 保健医療福祉学研究科
- 保健衛生学研究科
- 保健科学研究科
- 保健学研究科
- 保健看護学研究科
- 保健福祉学研究科

## ま行
- マネジメント研究科
- 松戸歯学研究科
- 松山看護学研究科
- マンガ研究科
- 緑環境マネジメント研究科
- 未来科学研究科
- メディア・コミュニケーション研究院
- メディア造形研究科
- メディア・造形研究科
- メディアデザイン研究科
- メディア表現研究科
- ものつくり学研究科

## や行
- 薬科学教育部
- 薬科学研究科
- 薬学教育部
- 薬学系研究科
- 薬学研究院
- 薬学研究科
- 薬学府
- 薬食生命科学研究科
- 融合科学研究科

## ら行
- ライフデザイン学研究科
- 酪農学研究科
- 理学院
- 理学系研究科
- 理学研究院
- 理学研究科
- 理学府
- 理工学教育部
- 理工学系研究科
- 理工学研究科
- 理工学府
- リハビリテーション科学研究科
- リハビリテーション学研究科
- 流通科学研究科
- 臨床教育学研究科
- 臨床心理学研究科
- 臨床人間学研究科
- 歴史民俗資料学研究科
- 連合学校教育学研究科
- 連合学校教育研究科
- 連合教職開発研究科
- 連合教職実践研究科
- 連合獣医学研究科
- 連合小児発達学研究科
- 連合生物科学研究科
- 連合創薬医療情報研究科
- 連合地球環境科学研究科
- 連合農学研究科
- 連合法務研究科
- 連合理工学研究科
- 老年学研究科
- ロボティクス＆デザイン工学研究科

## わ行
- 和歌山看護学研究科